# 博徹思
博徹思（Chesa Boudin，1980年8月21日—）是一位美国犹太裔律师，他的父母曾是地下氣象員的成员。博徹思曾担任旧金山副公派律师。自2020年1月8日起，他開始担任旧金山第29任地区检察官。原作为公派律师的博徹思作为进步派检察官的代表，经常被外界批评宽容对待罪犯，新冠疫情开始之后，旧金山发生多起针对亚裔长者的恶性暴力事件，激发居民不满。因此，博徹思在2022年6月7日举办的旧金山地方检察官特制选举后被罢免。

## 爭議
在維查·拉達納巴迪謀殺案中，84歲的泰裔美國人維查·拉達納巴迪在舊金山，被19歲非裔美國人安托萬·沃森殺害。事件被維查家人、多數公眾及泰國外交部視為出於種族動機的仇恨犯罪。但是，博徹思卻認為這次襲擊並非出於種族動機，並稱被告只是在「發脾氣」。維查的家人對其言論表示憤慨，這些評論令人沮喪且貶低了犯罪的嚴重性。博徹思後來回應指，他說的「發脾氣」是犯罪者在襲擊老翁前的行為。據維查的家人透露，博徹思曾計劃參加維查的守夜活動，但在維查的家人告訴他，他們並不會與他合照或錄像後，他並沒有出席守夜。